# Martinet ros de Malàisia
El martinet ros de Malàisia (Ardeola speciosa) és una espècie d'ocell de la família dels ardèids (Ardeidae) que habita estanys, aiguamolls, camps negats i manglars del Sud-est Asiàtic al centre de Tailàndia, Cambodja, sud del Vietnam, Sumatra, Java, Borneo, Mindanao, Sulawesi i les illes Petites de la Sonda.